# メタクリル酸エチル
メタクリル酸エチル(Ethyl methacrylate)は、化学式C2H5O2CC(CH3)=CH2の有機化合物である。非晶ポリアリレート合成の主要なモノマーである。通常、フリーラジカル条件下で重合する。
メタクリル酸エチルは、2-ヒドロキシイソ酪酸エチルを五塩化リンで脱水することによって初めて得られた。

## 環境と健康への影響
関連化合物であるメタクリル酸メチルとメタクリル酸ブチルの急性半数致死量は、各々10 g/kg、20 g/kg（経口、ラット）である。線形外挿によると、メタクリル酸エチルの半数致死量は、約13 g/kgと推定される。
アクリル酸エステルは、目に炎症を起こさせ、失明の原因となる。